# Garga Sarali
Garga Sarali est un petit village situé dans la région de l'Est du Cameroun entre les villages de Kongolo (7,6 km au nord) et de Ngaoundéré (8,3 km au sud). Le village de Garga Sarali dépend du département du Lom-et-Djérem et de la commune de Ngoura (le village se trouvant à 130 km d'Ngoura Centre).

## Population
Lors du recensement de 2005, on y dénombrait 2 756 personnes.
En mars 2018, Garga Sarali comptait 4 450 habitants.